# Stahlseifen
Die Grube Stahlseifen lag außerhalb Salchendorfs in der Gemeinde Neunkirchen im Kreis Siegen-Wittgenstein.

## Geschichte

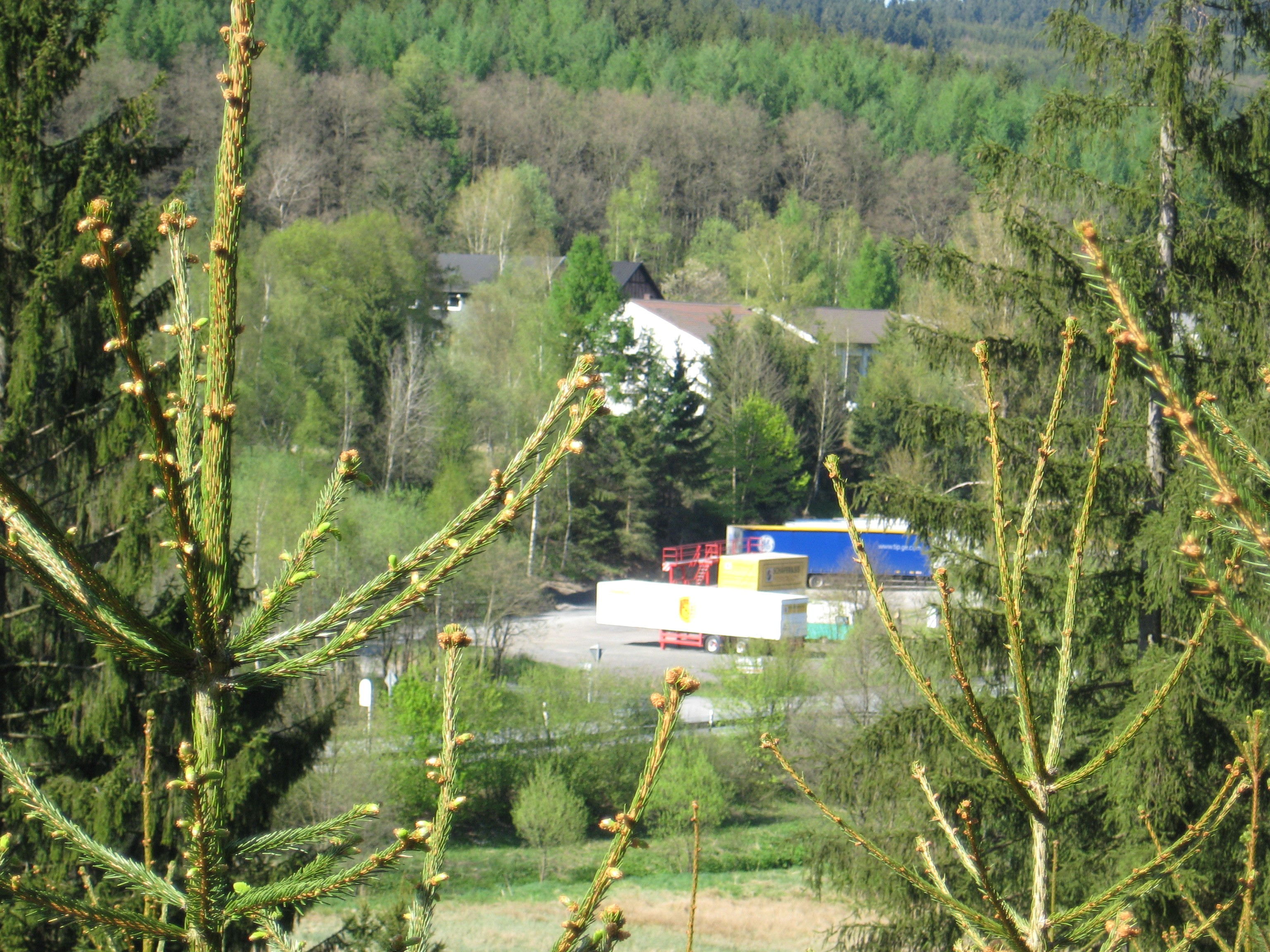
Das ehemalige Gelände der Grube Stahlseifen an der Verbindungsstraße Wilden-Salchendorf

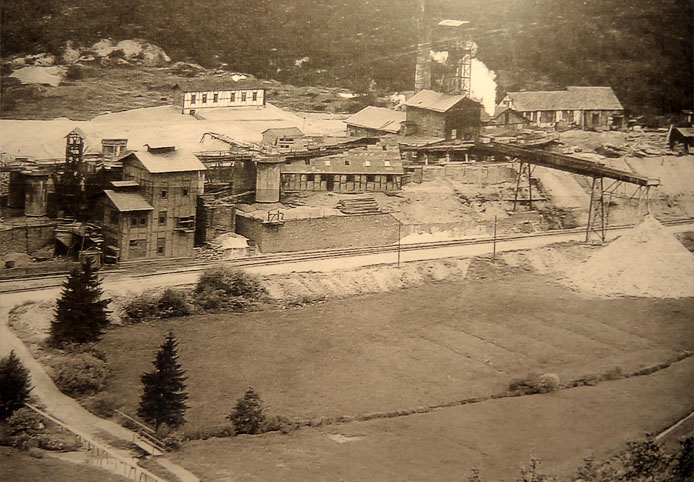
Grube Stahlseifen ca. 1910

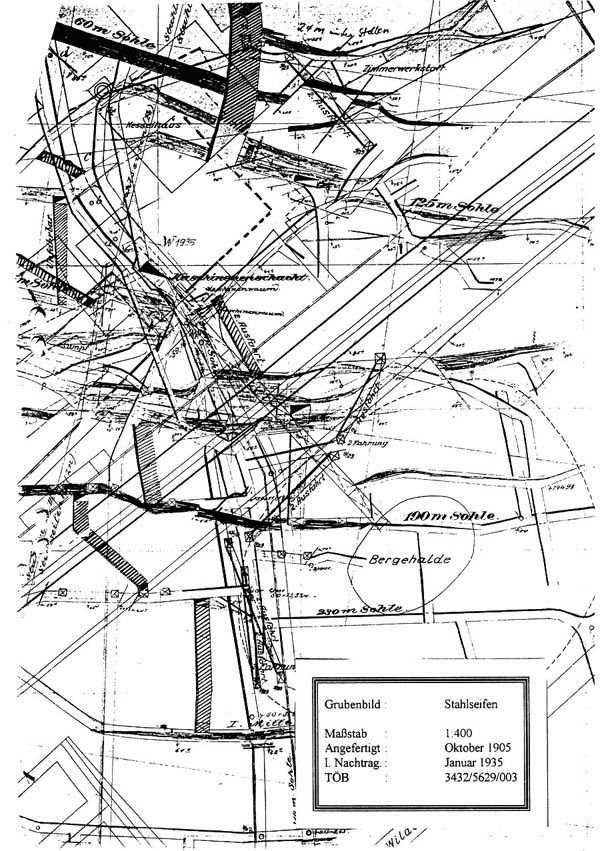
Grubenplan der Grube Stahlseifen aus dem Jahr 1905

Die Grube „Stahlseifen“ lag an der Verbindungsstraße zwischen Salchendorf und Wilden. Ab dem 18. Jahrhundert wurde Erz abgebaut. Am 31. März 1827 verlieh das Preußische Oberbergamt das Recht auf den Abbau von Eisenerz. Die Gangmittel wurden von einem im Wildebachtal aus aufgefahrenen Stollen erschlossen, welcher lediglich 27 m Teufe einbrachte. In den 1830ern wurde mittels zwei Wasserrädern ein 95 m tiefer Kunstschacht angelegt. Aus diesem Schacht wurden knapp 20.000 t Eisenstein gefördert. 1873 entschloss man sich, einen neuen Schacht abzuteufen. Folgende (teilweise spätere) Sohlen dieses Schachtes sind bekannt: 125 m, 155 m, 190 m, 230 m, 270 m, 310 m, 360 m. 1885 wurden noch 210 t Spateisenstein und 22 t Zinkblende gefördert, kurz darauf wurde die Förderung eingestellt. Die Teufe der Grube betrug bis dahin 158 m.
1907/08 erhielt die Grube Anschluss an die neu errichtete Talbahn der Freien Grunder Eisenbahn. Vor dem Ersten Weltkrieg wurde auf der 310-m-Sohle ein 1400 m langer Gang in Richtung Heinrichsglücker Grubenfeld angelegt. Auf der 360-m-Sohle wurde ein Blindschacht bis auf 596 m abgeteuft und dort die tiefste Sohle eingerichtet. Zusammen mit dem Grubengebäude der Grube Heinrichsglück wurde sogar die Tiefe von 740 m erreicht. 1934 lag die Förderung noch bei 80.000 t Rohspat. 283 Belegschaftsmitglieder, darunter neun Angestellte (gesamt 85 über Tage), arbeiteten zum Schluss hier. Die Röstung des Erzes fand bei den Tagesanlagen in zehn Röstöfen statt.

### Gangmittel
Die auftretenden Spateisensteinmittel streichen wie die von Heinrichsglück von Osten nach Westen und haben südliches Einfallen mit ca. 65°.
Das erste Mittel lag nahe beim Schacht und wies eine Mächtigkeit von 1,5–2 m und eine Länge von 45 m aus. Im östlichen Teil des Mittel kamen auch Zink-, Blei- und Kupfererze vor.
Das zweite Mittel lag vom ersteren aus gesehen ca. 70 m weiter westlich, verfügte über eine durchschnittliche Mächtigkeit von 2,5 m und war auf einer Länge von 76 m überfahren worden. Antimonerze fanden sich hier in Nestern.
Das abgebaute Gangmittel Stahlseifen (Mittel 1) erreichte Mächtigkeiten von 5 bis 11 m und bestand aus Spateisenstein, Pyrit und Bleierz sowie Baryt und Ullmannit. Weitere Grubenfelder wie Stahlseifer Hoffnung sowie Stahlseifen I – IX, welche teils auf Eisen allein, teils auf Eisen, Blei, Kupfer und Zink verliehen waren (Stahlseifen III war jedoch auf Antimon-Nickel verliehen), dienten der Arrondierung des Grubenbesitzes. Alle Grubenfelder zusammen erstreckten sich über mehr als 1 Million Quadratmeter.

### Grubenverbund
1897 kaufte der Ruhrkonzern Phoenix die Gruben Heinrichsglück und Stahlseifen und machte daraus die Gewerkschaft Heinrichsglück. Eine Drahtseilbahn führte später über den Hardtwald von Heinrichsglück zur Grube Stahlseifen. Nachdem der Grubenbetrieb der Grube Heinrichsglück schon um 1900 eingestellt worden war, fand man bei Stahlseifen erst am 31. Januar 1935 ein Ende. Auf beiden Gruben wurden insgesamt 1,452 Mio. t Eisenerz gefördert.
1937 erwarb der Neunkirchener Fabrikant Karl Roth das Grubengelände und gründete hier die Firma Heinrichsglück Fabriken für Eisen- und Metallverarbeitung.
Die Reste der alten Schachtanlagen wurden demontiert und verschrottet. Die meisten alten Hallen der Grube Stahlseifen werden heute als Lagerhallen und für Kleinbetriebe genutzt, teils wurden sie erweitert oder angebaut. Das Gelände der Grube wird heute noch „Heinrichsglück“ genannt, obwohl die eigentliche Grube mit diesem Namen weiter nördlich lag.

### Konsolidationen
Eine Konsolidation bestand mit der Grube Nachtigall. Sie wurde in den 1860er Jahren stillgelegt und förderte im gleichen Jahrzehnt 48 t Braun- und Spateisenstein. Die Grube Landmann wurde ebenfalls in den 1860ern stillgelegt. Heidenberg in Salchendorf wurde 1732 verliehen und 1920 stillgelegt. Die Grube Heidenstock wurde vor 1860 betrieben.

### Fördermengen
| Jahr           | 1885  | 1934     |
| -------------- | ----- | -------- |
| Spateisenstein | 210 t | 80.000 t |
| Zinkblende     |       | 22 t     |

### Grubenanlagen
In einer, in den Grubenakten enthaltenen Liste vom Mai 1903, sind folgende Grubenanlagen aufgeführt:
- 1 Maschinen- und Kesselgebäude verbunden mit Zechenstube und ebenfalls einer für den Steiger
- 1 Zwillings-Fördermaschine mit Vorgelege von 260 mm Kolbendurchmesser, 520 mm Hub, 2500 mmbez: 1900 mm Trommeldurchmesser
- 1 Wasserhaltungsmaschine mit Vorgelege 420 mm Kolbendurchmesser und Einspritzkondensator

2 liegende Walzenkessel mit 2 Siedern von 47,573 u. 51,038 m² Heizfläche und 5 Atm. Druck
- 1 massiver Schornstein
- 1 hölzernes Fördergerüst
- 1 Schmiede
- 1 Schlosserwerkstatt
- elektrische Antriebsmaschine mit Motor, Spannung 220 Volt zum Betrieb der Bohrmaschinen, der Schlosserei und Beleuchtung, mit Leitung nach der 1.200 m entfernten Grube Heinrichsglück
- 1 Verwaltungsgebäude
- 1 Aufbereitungsschuppen
- 4 Röstöfen
- 1 Lokomobile, zum Betrieb der Drahtseilbahn Heinrichsglück-Stahlseifen-Ludwigseck, 10,759 m² Heizfläche 7 Atm Überdruck

Es ist bekannt, dass nach zuletzt 10 Röstofen in Betrieb standen.